# ポート (医療)
ポートは医学において、皮膚の下に設置される小さな医療機器。 カテーテル （プラスチックチューブ）によってポートを静脈に接続している。 皮膚の下に、セプタム （シリコン膜）があり、これを介して何度も薬物を注入したり、血液サンプルを採取することが可能となる。患者に通常の穿刺を繰り返すよりも不快感が低い場合が多い。 

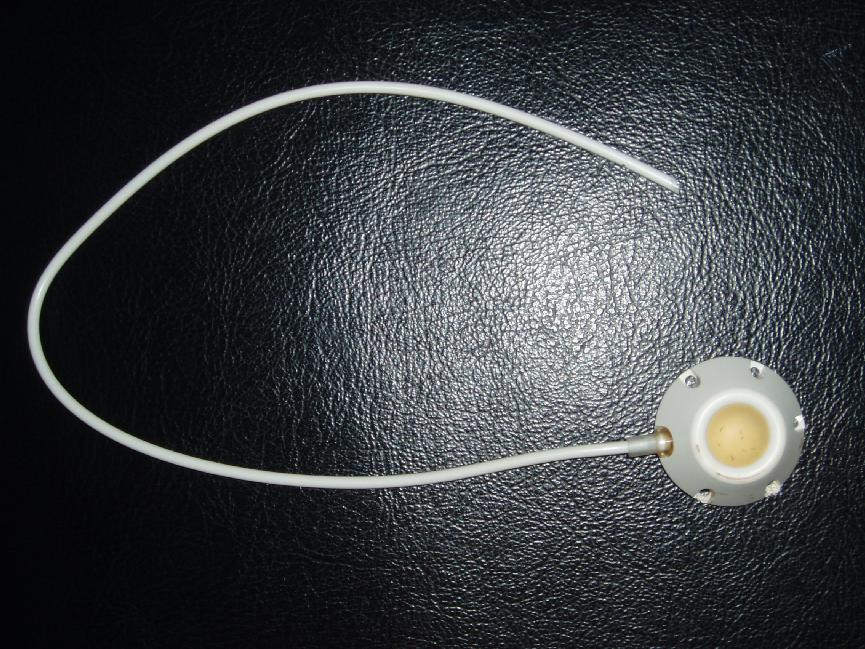
ポータルシステム。 皮下に設置され、チューブ（カテーテル）が静脈に接続される。 外部からのアクセスには、黄色の膜（セプタム）を通る針を使用する。

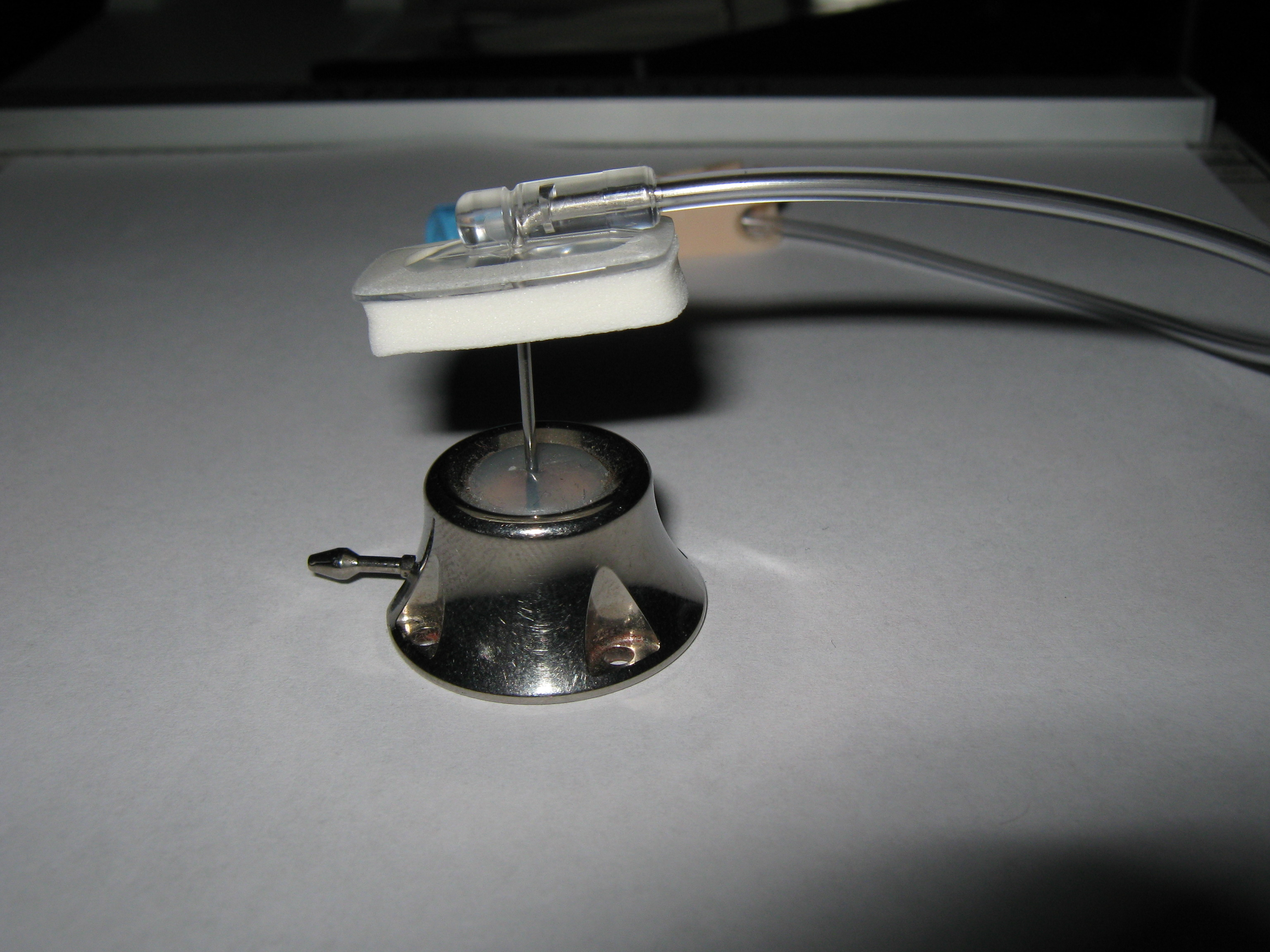
Port-a-Cathに針を刺した状態。

ポートは、主に血液学および腫瘍学において患者の治療に使用される。 ポートは、以前は血液透析に適応があったが、感染率の増加に関連していることがわかり、米国では使用できなくなった。 
ポートは、通常、 鎖骨または鎖骨のすぐ下の上胸部に挿入され、カテーテルの先は内頸静脈に挿入される。「胸部ポート」「CVポート」として知られる。 

## 用語

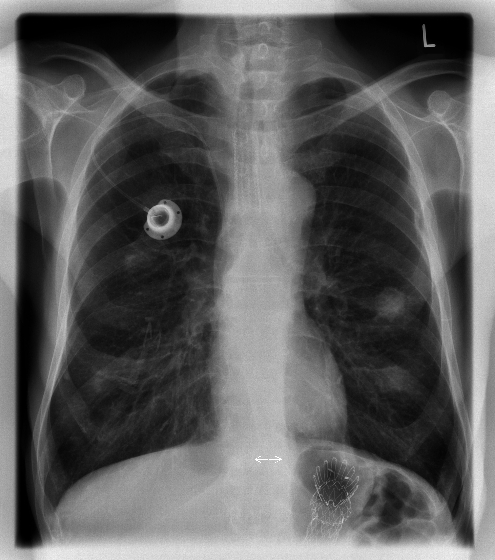
移植されたポートを示す胸部X線。

ポートは、より正確には「完全に埋め込み可能な静脈アクセスデバイス」としてより知られている。 ブランド名には、Eco Port、Clip-a-Port、SmartPort、Microport、Bardport、PowerPort、Passport、Port-a-Cath、Infuse-a-Port、Medi-Port、およびBiofloがある。 

## 使い方

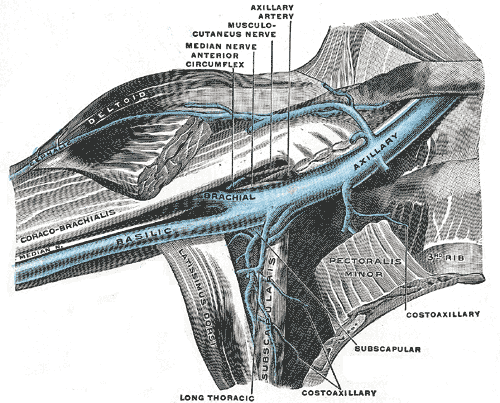
ポートに繋がるカテーテルは静脈（通常は頸静脈 、鎖骨下静脈 、または上大静脈 ）に外科的に挿入される。 理想的には、カテーテルは右心房のすぐ上流にある上大静脈で終了する。 この位置により、注入された薬剤を迅速かつ効率的に体全体に広げることができる。

ポートは、プラスチックチューブ（カテーテル）が取り付けられ、ニードル挿入用のシリコンバブル（セプタム）を持つリザーバーコンパートメント（ポータル）とで構成されている。 デバイスは胸部または腕の皮膚の下に外科的に挿入され、見た目は皮膚の下が隆起した状態となる。維持するために特別なメンテナンスを必要とせず、時々フラッシュするのみで適切な状態に保たれる。ポートは完全に体内にあるため、水泳や入浴は問題ではない。 ポートに繋がるカテーテルは、 静脈 （通常は内頸静脈、またはあまり最適ではないが鎖骨下静脈）に外科的に挿入される。 理想的には、カテーテル先端は上大静脈または右心房に位置する。この位置に留置することで、注入された薬剤を迅速かつ効率的に体全体に広げることができる。 
セプタムは、特殊なセルフシールシリコンで作られていて、何百回も穿刺することができる。 医療従事者が治療を行うか、採血するためには、まずポートを見つけてそのエリアを消毒し、次にCVポート専用の針（Huber needle。ヒューバー針、フーバー針）で、ポートを覆っている皮膚を穿刺し、アクセスする。設計上、皮膚の穿刺穴のは針の口径に比べてさほど大きくないため、 感染リスクは非常に低くなる。ヒックマンカテーテル（Hickman line、体外式カテーテル）などの留置するラインよりも有利である。 針を引くことで負圧が生成され、真空化された針に血液を引き込んで、血液の戻りをチェックし、ポートが正常に機能しているかどうかを確認する。 次に、ポートに生理食塩水を流す。 その後、治療が開始される。 
移植手順自体は軽微な手術であると見なされ、通常は局所麻酔と中程度の鎮静とを用いて行われる。 患者はしばしば挿入部位に術後の不快感を抱くため、アセトアミノフェンまたはイブプロフェンなどの非ステロイド性抗炎症薬の投与によって管理される。 
ポートは、最も一般的には、中程度の鎮静下で、IVRまたは外科医によって行われ、病院または診療所で外来手術（日帰り手術）として挿入される。 技術の進歩とイメージング技術の進化により、米国ではIVR放射線技師による移植が行われる機会が増えている。ポートが不要になった場合は、画像化診断室または手術室で取り外すことができる。 

## 用途
ポートには多くの用途がある。 
- 頻繁に治療を受けなければならないがん患者に化学療法を施すため。化学療法は多くの場合毒性があり、皮膚や筋肉の組織を損傷する可能性があるため、これらの組織を介して送達すべきではない。ポートはその解決策でもあり、循環系を介して全身に、薬物を迅速かつ効率的に送達する。
- 重症血友病患者に凝固因子を送達
- 頻繁な血液検査を必要とする患者、および血液透析患者の体内から血液を抜く（および/または戻す）
- 嚢胞性線維症や気管支拡張症の患者など、長期間または頻繁投与が必要な患者に抗生物質を投与
- 免疫障害のある患者に対する投薬
- 補充療法によるα1-アンチトリプシン(AAT)欠乏症（alpha 1-antitrypsin deficiency ）治療
- CTイメージングのコントラストを向上させる、放射線不透過性造影剤の送達用
- Lap-BandやRealize gastric band（肥満手術で使用される胃バンド）から液体を補充または回収する
- がん患者や鎌状赤血球症患者などの慢性疼痛患者に鎮痛薬を投与するため

## 挿入

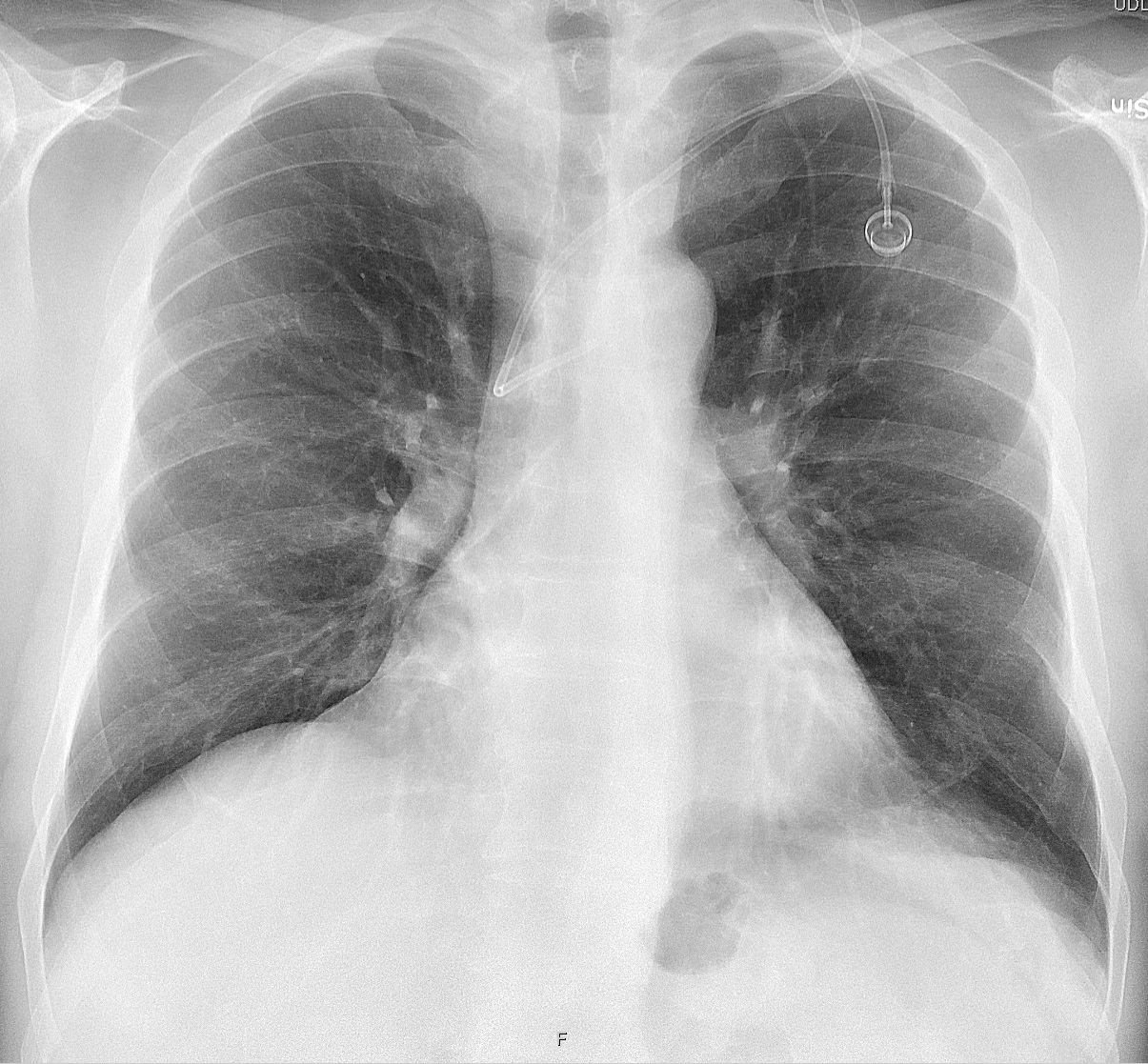
ポートを挿入後の胸部X線画像。奇静脈に達した先端が異常である。

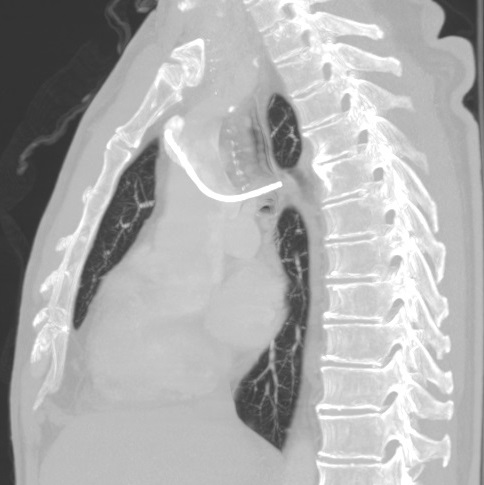
奇静脈の先端を確認するCTスキャン画像

蛍光透視法は、ポートの挿入をガイドするのに役立つ 。 
ポート挿入後に撮影する胸部レントゲン写真は、気胸 、血胸 、カテーテルの位置異常などの、処置が必要になる合併症をすぐに検出できる（詳細は、以下のリスクを参照）。一方で、蛍光透視法により静脈切開しポートを挿入した後のルーチンでの胸部X線撮影は、必須ではないことが示唆されている。 
ポートが埋め込まれる患者の胸の左右を決めるのは、通常、運転手として着座したときに事故が発生した場合にシートベルトによるポートおよび静脈への損傷を避ける方向で、選択される。したがって、道路のルールとして、対面交通による衝突リスクがある 。
ポートは上胸部または腕に配置できる。胸元が広くあいたシャツを着ているときの視認性を避け、バックパックや下着のストラップによる過度の接触を避ける位置に挿入で来るので、正確な位置は可変となる。最も一般的な配置は、胸部の右上部分で、カテーテル自体が右頸静脈をループし、患者の心臓に向かって下がっている。 

## モデル
ポートには多くの異なるモデルがある。 患者の特定の病状に基づいて選択される。 
セプタム部分： 
- プラスチック 、ステンレス鋼 、またはチタンで作ることが可能
- シングルチャンバーまたはデュアルチャンバー
- 様々な高さ、幅、形状

カテーテル： 
- 生体適合性のある医療グレードのポリウレタンまたはシリコン製
- 様々な長さ、直径

CTスキャンなどを行う際は、高圧注入が可能なポートを用いる必要がある  。 

### メーカー
ポートの主要メーカーに、AngioDynamics、B. Braun Medival 、Bard Access System 、Cook Medical、 MedComp、Navilyst Medical、Norfolk Medical Products、Smiths Medicalがある。 

## リスク
- 年齢：デバイスを子どもに装着する場合、子どもの成長に伴いカテーテルが相対的に短くなり、頭部側に移動することになるため、除去または交換が必要になる場合がある。
- 動脈損傷：鎖骨下静脈への挿入を試みる際、不注意で鎖骨下動脈を穿刺し、皮下血腫や仮性動脈瘤を引き起こす場合がある。ポート配置の場所を変える必要がある。頸動脈穿刺は非常にまれで、近くの頚静脈へのアクセスには超音波ガイドが用いられるようになったため。
- 感染症 ：感染は、ラインまたはポート周辺で発生する場合がある。抗生物質による治療またはデバイスの取り外しが必要になる場合があります。
- 機械的な故障はまれ。 鎖骨下静脈を介して配置されたポートは、カテーテルが静脈に入るところで折れる「ピンチオフ症候群（pinch-off syndrome)」に悩まされる場合がある。 頸静脈を介して配置されたポートは、この問題の影響を受けない。カテーテルの破片は静脈系を通って移動し、通常は右心か肺に留まる。多くの場合無症候性であるが、ポートからフラッシュしたり液体を引き抜くことができなくなるため、発見される。 これらの場合、通常、IVR放射線技師は破片を回収し、新しいポートを配置する。
- 気胸 ： 鎖骨下静脈または頚静脈にアクセスしようとするとき、肺が損傷し、気胸を引き起こす可能性がある。 気胸が十分に大きい場合は、胸部ドレナージを配置する必要がある。 経験豊富な術者によれば、鎖骨下静脈にアクセスした際の合併症発生率は約 1%で、頚静脈の場合は事実上発生しない。
- 血栓症 ：カテーテル内に血栓が形成されると、デバイスは回復不能になる場合がある。凝固を防ぐために、ポートは生理食塩水とヘパリンでフラッシュする。通常は、看護師や他の医療従事者、または適切に訓練された介護者や家族、または患者自身によって、6週間に1回や、もっと頻繁に薬の投与のたびに行われる。
- 血管閉塞 ：カテーテルと血管壁の間に血栓が形成され、静脈が部分的または完全に閉塞する。可能ならばポートを取り外し、そうでなければヘパリン療法により閉塞を解除する。

## 使用方法
セプタムの損傷やコアリング（注射針を穿刺することで、針の角で膜の一部が削り取られ、その小さな断片により詰まること）を防ぐため、低コアリングや非コアリングの針を用いる  。使用の都度、少量のヘパリン添加生理食塩水（抗凝固剤 ）をデバイスに注入することにより、 ヘパリンロックが行われ、ポートやカテーテル内での血栓の発生を防ぐ。 遠端に自己密閉バルブがある一部のカテーテル設計では、生理食塩水のみでロックされる。 ポートは、必要な限り留置したままにできる。ポートは、感染を防ぎ、正しい位置に穿刺できるようにするため、適切に覆われている。 
ポートが頻繁に使用されない場合は、生理食塩水でポートをフラッシュし、使用しない間に凝固を防ぐために、新たにヘパリンロックを注入する必要がある場合がある。 

## 代替手段
患者の体調、特に静脈の構造からポートの挿入ができない場合がある。代替手段の一つがPICC（peripherally inserted central catheter、末梢挿入中心静脈カテーテル、ピック）で、どこから挿入するかといった問題や、デバイス寿命などの欠点がある 。 

## 大衆文化において
1984年のサイバーパンク小説「 ニューロマンサー」では、脇役のピーター・リヴィエラが、レクリエーション・ドラッグを使いやすくするために、腕に一種の医療用ポートを留置している。 